# Sibioara
Sibioara (antiguamente Cicracci) es una localidad rumana de la comuna de Lumina, en el condado de Constanța.

## Toponimia
El nombre del lugar puede encontrarse escrito con grafías como Cicracci, Cicrâcci, Cicârâcci, Ciacârâccea y Cicraci. Pasó a llamarse Sibioara.

## Historia
Hacia comienzos del siglo XX, la localidad, que ya por entonces pertenecía al condado de Constanța, formaba parte de la comuna homónima de Cicracci, de la cual era capital, y tenía una población compuesta por alemanes, rumanos y algunos búlgaros.
En la segunda mitad del siglo XX la localidad  había pasado a formar parte de la comuna de Lumina. En el censo de 2021 la localidad tenía una población de 398 habitantes.